# Крістіна Ата Айдо
Крісті́на Ата А́йдо (Aidoo; 23 березня 1942 — 31 травня 2023) — ганська феміністська письменниця, поетеса, драматургиня англійською мовою, міністерка освіти Гани.

## Життєпис
Закінчила Легонський університет (1963). Головна тема її творів — особистісне самоствердження жінки, переборення консерватизму стародавнього укладу життя. Одна з перших в Гані звернулась до теми конфліктів традиційного стилю життя та культури з сучасністю. П'єси: «Примара» (1965) та «Анова» (1970).
У 1982—1983 роках перебувала на посаді міністерки освіти Гани в адміністрації Джеррі Ролінгса.